# (44005) Migliardi
(44005) Migliardi (1997 SY3) – planetoida z pasa głównego asteroid okrążająca Słońce w ciągu 5,17 lat w średniej odległości 2,99 j.a. Odkryta 25 września 1997 roku.